# Sévaré
Sévaré est une localité ou quartier de la Commune urbaine de Mopti, cercle et région de Mopti.

## Géographie

### Situation
Il est situé sur l'axe routier Bamako-Gao et à l'origine de la digue de 15 km qui relie Mopti aux terres non inondables. 

### Population
Sévaré compte  43 756 habitants relevés lors du recensement général en 2009.

## Description
Sévaré aurait été créé par un bobo dont elle aurait pris le nom, « Se Wawaré ».
L’aéroport international de Mopti Ambodédjo, le camp militaire et le lycée se trouvent à Sévaré.
Sévaré s'est principalement développée pour deux raisons :
- elle se situe sur un important carrefour, au croisement de la route nationale 6 Gao-Bamako et de la route Mopti-Bandiagara. Le trafic routier est généré par le transport de marchandises de et vers Mopti, qui est un grand port sur le fleuve Niger.
- la ville de Mopti est construite au bord du lit mineur du Niger en surélévation par rapport au terrain environnant, lequel est durablement inondé tous les ans lors de la saison pluvieuse. Elle ne peut plus s'étendre sans d’importants travaux de terrassement destinés à mettre hors d'eau les nouvelles constructions. Sévaré, en revanche, se trouve en limite du lit majeur du Niger et ne subit pas ses crues. C'est donc elle qui s'étend « à la place » de Mopti.

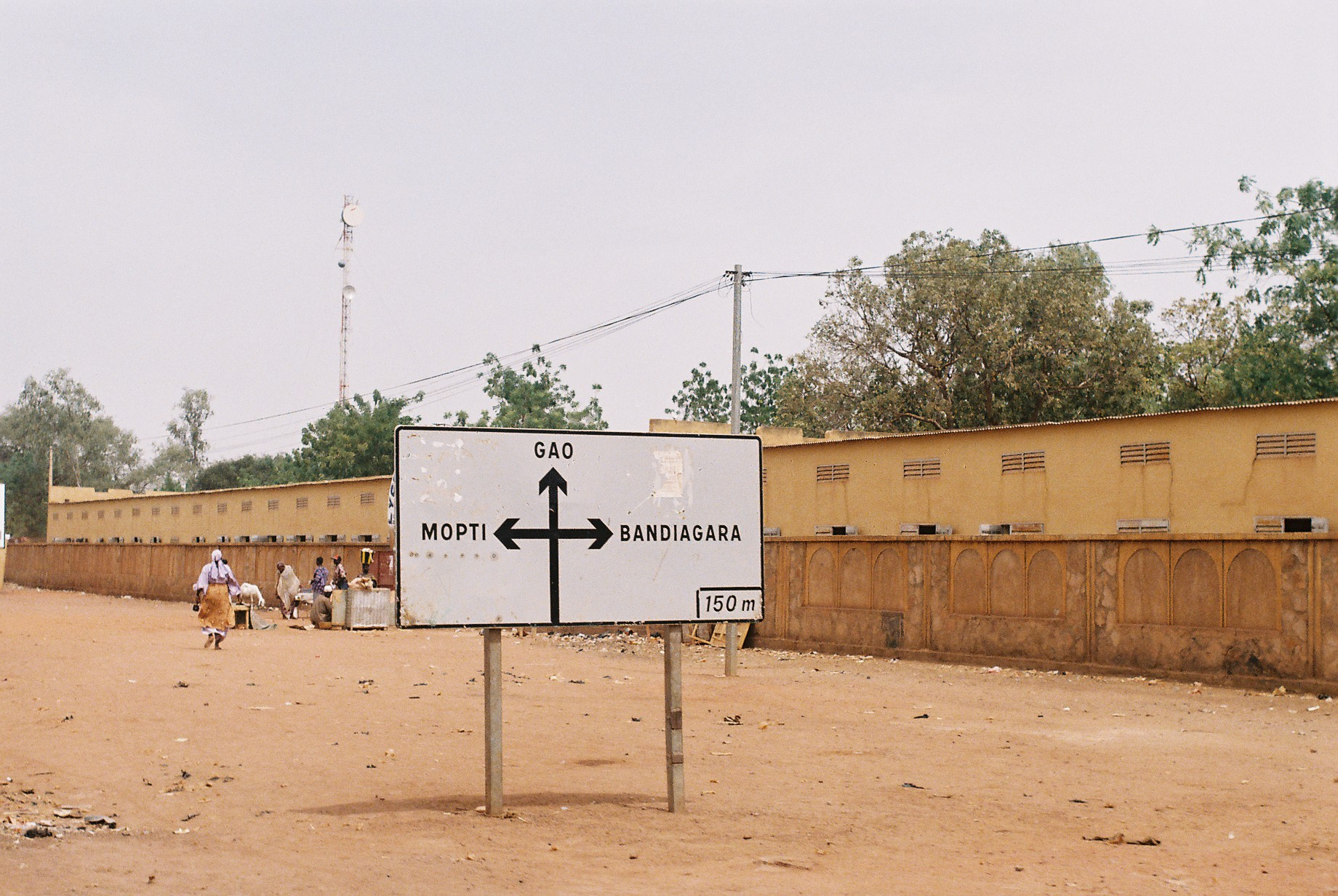
Sévaré est située au carrefour de deux grandes routes maliennes

## Tourisme
La ville de Sévaré est un point de passage pour une grande partie des touristes visitant le Mali. Elle se situe en effet à proximité de Mopti, mais aussi de Djenné ainsi que du pays dogon. On peut également rejoindre Tombouctou par le fleuve. L'aéroport de Sévaré était d'ailleurs desservi dans ce but, durant la saison sèche, par Air Méditerranée en provenance de Paris et Marseille (compagnie disparue en 2016, liquidation judiciaire).

## Base militaire
Sévaré-Mopti est le siège d'une base militaire du groupe Wagner, depuis le départ de la Minusma en décembre 2023.
En septembre 2017, Sévaré accueille le poste de commandement opérationnel de la force G5 Sahel, composée de cinq pays de la sous-région (Mauritanie, Mali, Burkina Faso, Niger, Tchad) et ayant pour objectif de lutter contre le terrorisme dans la région sahélienne. Il subit une attaque suicide le 29 juin 2018 et l'Union européenne a décidé en juillet de financer la totalité de la reconstruction. 